# 杨志强
杨志强（1955年11月—），山西万荣人，汉族，中华人民共和国政治人物、第十一届全国人民代表大会甘肃地区代表。

## 生平
杨志强毕业于北京科技大学环境工程专业，是中共党员。长期在国有企业甘肃金川有色金属公司（金川集团股份有限公司）任职，曾任该企业党委书记兼董事长。2008年起担任全国人大代表，任期5年。
2020年，杨志强因为涉嫌严重违纪违法，接受甘肃省纪委纪律审查、监委监察调查。2023年1月17日，兰州市中级人民法院以受贿罪、国有公司人员滥用职权罪两罪并罚，判处杨志强有期徒刑十五年六个月，同时处以罚金100万元。